# Кауенек Ланвезак
Кауенек Ланвезак (фр. Caouënnec-Lanvézéac) је насељено место у Француској у региону Бретања, у департману Приморје.
По подацима из 2011. године у општини је живело 863 становника, а густина насељености је износила 122,07 становника/km².

## Демографија
| 1962. | 1968. | 1975. | 1982. | 1990. | 2011. |
| ----- | ----- | ----- | ----- | ----- | ----- |
| 417   | 395   | 472   | 614   | 582   | 863   |